# 22.º Batallón de Ingenieros de la Luftwaffe
El 22.º Batallón de Ingenieros de la Luftwaffe (22. Luftwaffen-Pionier-Bataillon) fue una unidad de la Luftwaffe durante la Segunda Guerra Mundial.

## Historia
Fue formado en diciembre de 1942 en el norte de Rusia con tres compañías y una columna. Cuando la 22.ª División de Campaña de la Fuerza Aérea fue disuelta, el batallón llegó a ser independiente. En 1945 operó bajo el XIV Ejército en Italia.

## Servicios
- Bajo la 22.ª División de Campaña de la Fuerza Aérea.